# Friedhof Huckelriede
Der Friedhof Huckelriede in Bremen-Neustadt, Ortsteil Huckelriede, zwischen Habenhauser Landstraße 70 und Werdersee auf der Werderhöhe, stammt als Park- und Rasenfriedhof von 1956. Der Friedhof steht seit 2015 unter bremischem Denkmalschutz.

## Geschichte

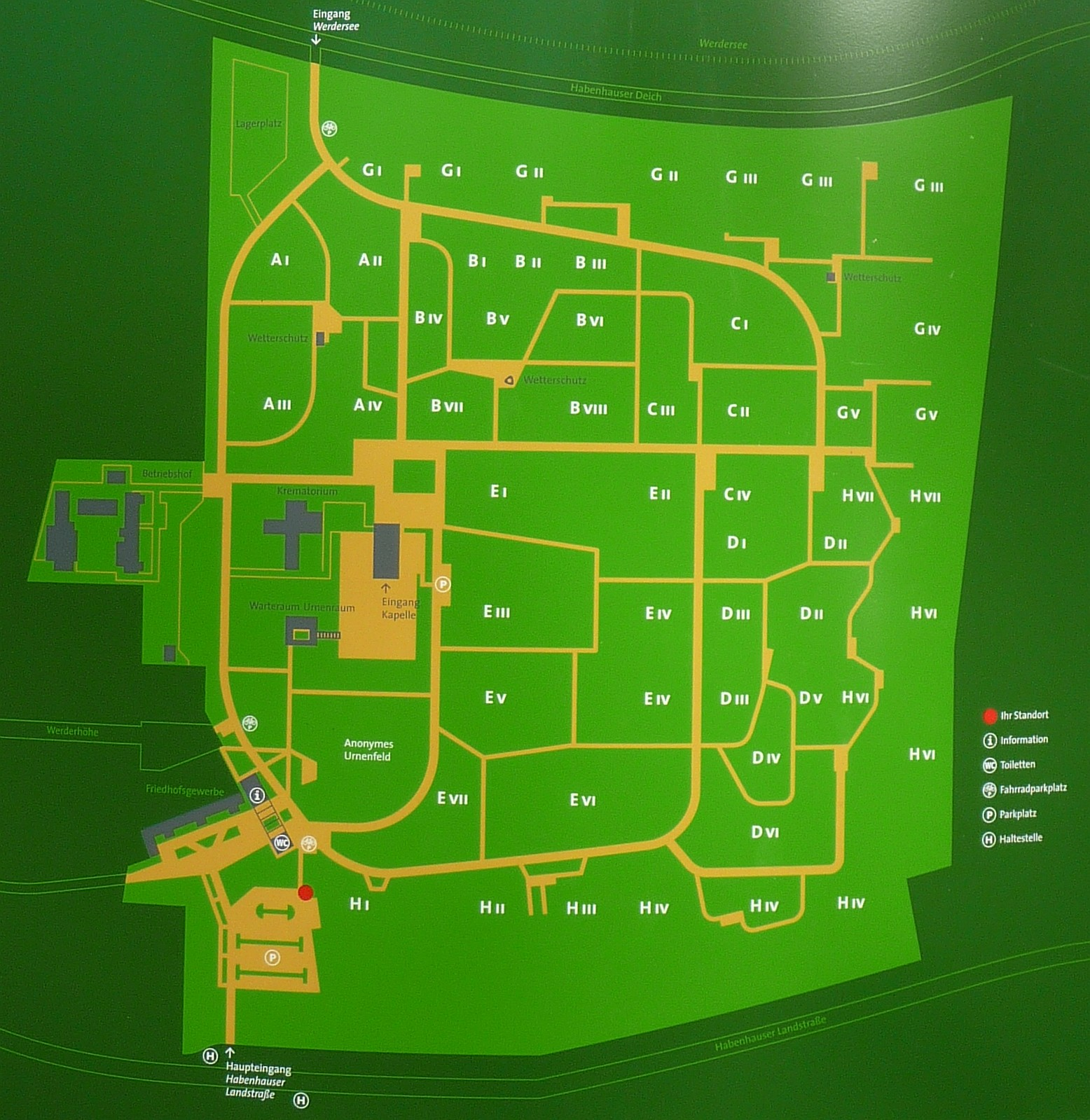
Friedhofsplan

Nach dem Zweiten Weltkrieg wurde der Werdersee angelegt und zeitgleich von 1948 bis 1956 der Hauptfriedhof für die Neustadt. Mit dem Aushubboden konnte der Friedhof um sechs Meter aufgehöht werden. Werdersee und der „Hainfriedhof“ bilden eine Parklandschaft. Ein östliches Gebiet wird nicht mehr für den Friedhof benötigt. Hier entsteht gemäß dem Bebauungsplan 2452 seit 2019 bis nach 2024 die Gartenstadt Werdersee mit um die 590 Wohneinheiten, Schule und Kindergarten.
Der 27,1 ha große Friedhof wurde nach Plänen von Gartenbaudirektor Erich Ahlers, Leiter des Gartenbauamtes Bremen, angelegt. Das Landesamt für Denkmalpflege befand: „Der Friedhof […] wurde als gestalterisch bedeutendster bremischer Friedhof der Nachkriegszeit […] angelegt. […] aufgrund der übergreifenden stadtentwicklungsgeschichtlichen und stadtplanungsgeschichtlichen Zusammenhänge und der deutlich spürbaren Qualität der gärtnerischen Anlage an sich, insbesondere aber auch aufgrund der entwerferischen Klasse der Hochbauten von Müller-Menckens und des Zusammenwirkens aller Bestandteile und Zeitschichten zu einem historisch gewachsenen Ganzen ist der Friedhof […] in seiner Gesamtheit […] ein Kulturdenkmal.“ Mit der Buslinie 26 (Überseestadt ↔ Hauptbahnhof ↔ Huckelriede ↔ Kattenturm) ist der Friedhof erreichbar. Eingänge sind an der Habenhauser Landstraße, der Straße Werderhöhe und am Habenhauser Deich.
Die Hochbauten aus Sichtbeton entstanden in den 1960er Jahren nach den Plänen von Gerhard Müller-Menckens, bestehend aus den vier Einheiten Eingang, Vorhalle, Feierhalle und Krematorium. Die Baukörper werden durch den Kontrast von offenen und geschlossenen Elementen bestimmt. Die großflächig verglaste Feierhalle (Trauerhalle) von 1969 mit einem Flachdach steht im westlichen Zentrum der Anlage und wird von der Vorhalle durch einen von oben belichteten Gang erreicht. Das Krematorium wurde technisch vom Hochbauamt Bremen ausgeführt. Weiter westlich stehen die Betriebsgebäude.
Die Brunnen-Bronzeplastik (1960) sowie neun Stelen aus Stein (Stilles Feld, 1968) stammen von dem Bildhauer Paul Halbhuber (Bremen), die Erkergestaltung mit 25 Reliefs und Erkerbekrönung vom Bildhauer Gerhart Schreiter (Bremen) und das Bronzeportal des Haupteinganges von Klaus Lucky (Hamburg).

## Gräber bekannter Persönlichkeiten
- Karl Dillschneider (1904–1998), Architekt und Denkmalpfleger
- Oskar Drees (1889–1968), Pädagoge, Sportfunktionär, Politiker (SPD) und Mitglied der Bremischen Bürgerschaft
- Otmar Leist (1921–2012), Schriftsteller, anonyme Grabstelle